# 塞巴赫河 (阿勒河支流)
47°13′40″N 7°42′48″E / 47.22779°N 7.71333°E

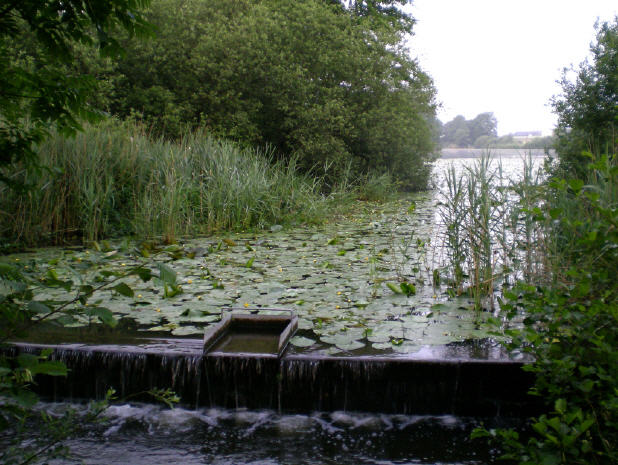

塞巴赫河是瑞士的河流，位於該國中西部，流經伯恩州和索洛圖恩州，屬於阿勒河的右支流，河道全長7.9公里，流域面積10平方公里，發源自埃齊肯。